# レオンティーネ・ザーガン
レオンティーネ・ザーガン（Leontine Sagan、旧姓シュレジンガー、1889年2月13日 - 1974年5月20日）は、オーストリア＝ハンガリー帝国出身の映画監督・演出家・女優である。

## 経歴
ブダペストかウィーンで生まれたと考えられている。当初は舞台芸術を学び、女優・演出家として舞台で働いたのち、一時期は結婚して南アフリカのヨハネスブルグに住んでいた。長じてマックス・ラインハルトのもとで修行した。2本の映画を監督し、とくに最初の映画『制服の処女』（1931年）で広く知られている。『制服の処女』のエンディングはナチスの思想に迎合するように変更され、このおかげでドイツ国内で公開できるようになったが、結局はこの編集版すら国家社会主義体制から「退廃的」であるとして禁止処分を受け、ザーガンは直後にドイツから逃亡することとなった。
『制服の処女』のキャストは全て女性であり、レズビアン表象や教育の場での恋愛描写などの点で映画表現における新境地を切り開いた一方、協力に基づいて利益をシェアしながら映画を製作する経営形態においても革新的であった。クリスタ・ヴィンスローエの原作『制服の処女』はレズビアン的テーマを明白に含む戯曲である。これを監督したザーガン本人の性的指向については明らかになっていないところも多いが、「おそらくレズビアンの監督」であるという説が有力であり、女性映画監督に関する書籍Women Film Directorsもザーガンを「レズビアンの映画監督」であったとしている。
ザーガンは舞台の演出家としても『制服の処女』（英語版のタイトルは『制服の子ら』であった）をロンドンのダッチェス座で1932年に上演している。ジェシカ・タンディとキャスリーン・ネズビットが起用された。
ザーガンは短期間のみであったがイングランドでアレクサンダー・コルダと映画作りをし、その後にふたたび南アフリカに移住してヨハネスブルグの国民劇場設立に携わった。
映画『制服の処女』のフィルムは残存してはいたが、1970年代までかなり検閲された状態でしか利用できなかった。エレノア・ローズヴェルトがアメリカ合衆国におけるこうした検閲廃止の立役者の一人である。アメリカでは1994年、英国では2000年に本作の残っている部分に英語字幕をつけたビデオが発売されている。おそらくこの版にはオリジナルにあった一部がなく、検閲で切られた可能性がある部分全体を理解するには映画に続いてクリスタ・ヴィンスローエの原作を読んだほうが良いであろう。
ザーガンは1974年、85歳で南アフリカのプレトリアで亡くなった。

## 作品
- 『制服の処女』 (1931)
- Men of Tomorrow(1932)

## 参考資料
1. ↑  松本侑壬子『映画をつくった女たち－女性監督の100年』シネマハウス、1996年、314頁。ISBN 9784795220607。
2. ↑  lespress.de
3. ↑  Foster, Gwendolyn Audrey (1995), Women Film Directors: An International Bio-Critical Dictionary, Greenwood Press, p. 322, ISBN 0-313-28972-7